# Theodor Arnold (Anglist)
Theodor Arnold (* 1683 in Annaberg; † 12. Dezember 1771 in Leipzig) war ein deutscher Übersetzer, Lexikograph, Grammatiker und Lehrer der englischen Sprache an der Universität Leipzig.
Er veröffentlichte Englisch-Deutsche Wörterbücher und Grammatiken (auch in dänischer Sprache).
Arnold übersetzte auch 1746 die englische Koranübersetzung von George Sale ins Deutsche.

## Schriften
- New English Grammar. Hannover 1718
- Grammatica Anglicana Concentrata, oder kurzgefaßte Englische Grammatic. 1736, 1781
- A Complete Vocabulary, English and German. 1757, 1790
- A Complete English Dictionary oder Vollständiges Englisch-Deutsches Wörter-Buch, Leipzig 1752. Fünfte Auflage, Leipzig 1778[1]